# Литман, Райнгольд Эмильянович
Райнгольд Эмильянович Литман — бригадир проходчиков шахты им. Ленина (Шахтинск, Карагандинская область), Герой Социалистического Труда.

## Биография
Родился в 1936 году в селе Карпиловка Городницкого района Киевской области (ныне — Чижовская сельская объединённая территориальная община Новоград-Волынского района Житомирской области Украины). По национальности — немец. Член КПСС с 1967 года.
В 1952 году Райнгольду в числе других подростков села предложили поехать учиться в ГПТУ в Караганду. Заинтересовала его профессия шахтера. По окончании училища был направлен на шахту № 7. Работал сначала в стройцехе, но все время мечтал стать проходчиком. Спустя два года, когда исполнилось 18 лет, впервые спустился в забой.
Пришла новая техника — породопогрузочные машины. Он быстрее всех освоил её и даже успел применить новшество, позволившее ускорить погрузку породы. Вскоре о нем заговорили как об опытном, трудолюбивом горняке, поэтому, когда в 1962 году на шахте решался вопрос, кому доверить отстающую бригаду, была предложена кандидатура Литмана.
Когда сдавалась в эксплуатацию шахта № 3 «Тентекская» (ныне шахта имени В. И. Ленина) Литман вместе со своим коллективом перешел на новое предприятие. К этому времени его бригада прошла более 12 тысяч погонных метров различных горных выработок. И, как правило, не было случая, чтобы по её вине не выполнялся план.
В 1966 году бригада Р. Э. Литмана берет на себя обязательство ежегодно выполнять государственные планы на 103—105 %, за счет лучшего использования техники и передовых методов труда довести темпы проходки с учетом прохождения горных выработок по крепким породам до 2000 метров. На протяжении пятилетки шахтеры справлялись со взятыми обязательствами.
В 1967 году коллектив выступил с инициативой «Каждому проходчику — высокую квалификацию». Члены бригады освоили смежные профессии, в результате чего была достигнута полная взаимозаменяемость. Это позволило сократить непроизводительные простои, снизить аварийность горных машин и механизмов в забое и увеличить производительность труда каждого работающего. Увеличились и темпы проходки — в марте 1966 года прошли 258 погонных метров, в ноябре — 240, в январе 1967 года — 424, в мае 1968 года — 420 погонных метров. Это позволило выполнить плановые задания восьмой пятилетки за четыре с половиной года — было пройдено 14 километров.
Указом Президиума Верховного Совета СССР от 30 марта 1971 года за успешное выполнение заданий пятилетнего плана и самоотверженный труд Литману Рейнгольду Эмильяновнчу присвоено звание Героя Социалистического Труда с вручением ордена Ленина и Золотой медали «Серп и Молот».
По итогам семилетки Р. Э. Литман награждён орденом Трудового Красного Знамени, знаком «Шахтёрская слава». Удостоен почетных званий «Лучший проходчик», «Ударник Ленинской вахты», «Ветеран труда шахты». Почетный гражданин города Шахтинск (19.08.1981).
В 1969—1970 годах вместе с бригадой был участником ВДНХ СССР. Р. Э. Литман на протяжении многих лет избирался депутатом Карагандинского областного Совета народных депутатов, а в 1975 году — депутатом Верховного Совета Казахской ССР, был делегатом XXV съезда КПСС.
С 1990 года — персональный пенсионер союзного значения. Проживал в городе Шахтинск, но в 1990-е годы выехал из него.